# 후지사와 에마
후지사와 에마(藤澤恵麻, 1982년 12월 26일~)는 가가와현 다카마쓰시 출신의 배우, 패션 모델이다.

## 이력
- 2001년 제32회 non-no 모델 오디션에서 그랑프리를 획득, 잡지 non-no 소속 모델로 데뷔하였다. non-no의 간판 모델로서 표지를 장식하고, 특집 기사가 실린 뒤 텔레비전 광고로 활동 영역을 넓혔다.
- 2003년에 seventh avenue 소속이 되었고, 처음 본 오디션에서 NHK TV 소설 《덴카》의 주연으로 발탁되어, 배우로도 데뷔. 연기 미경험자가 주인공으로 기용된 것은 야마구치 토모코, 다나카 미사토, 고니시 미호 이후 네 번째이다.
- 2005년 대학 졸업 후, 본격적으로 배우 활동을 개시. 같은 해 영화 《기담》에 첫 주인공으로 출연하게 된다.
- 2006년, 영화 《러브★콤》으로 주연.
- 2007년, 《사장 방랑기》로 첫 연극.
- 2008년, 고향 가가와 현에서 ‘가가와를 빛낸 대사’에 임명되었다. (2008년 ~ 2010년)
- 2008년 여름부터 3개월간 미국 단기 유학. 또 2009년 5월부터 다시 미국 유학길에 올랐다.
- 2010년, TBS 《수의사 두리틀》을 통해 해외 유학 후 처음으로 연속극에 출연하였다.

## 인물
- 가가와 대학 교육학부 부속 다카마츠 중학교, 가가와 현립 다카마츠 고등학교, 조치 대학 경제학부 졸업.
- 취미는 요리, 여행, 베란다 원예
- 잘하는 운동은 배드민턴
- 본가는 포목점을 운영.
- 도쿄 후카사와 파티세리 (Patisserie) NAOKI에서 이름에 관련된 과자 ‘바삭바삭 에마’가 판매되고 있다.
- 현재 네이버에는 상지대학교 졸업이라고 잘못 기재되어있다

## 출연

### 드라마
- 2004년 《TV 소설 덴카》 - 사토 텐카 역
- 2005년 《기묘한 이야기 - 당신의 이야기》
- 2005년 《아스카에게, 그리고 아직 보지 못한 아이에게》 - 사와무라 기요코 역
- 2007년 ~ 2008년 《3학년 B반 긴파치 선생 8기》 - 다치바나 가오리 (미술 교사) 역
- 2008년 《기묘한 이야기 - 아까보다 좋은 사람》
- 2010년 《수의사 두리틀》 - 후도 루미 역
- 2011년 《포르티시모-다시 만날 날을 위해-》 - 도조 미소라 역
- 2011년 《런웨이~사랑하는 너를 위해서》 - 구보 미사키 역

### 영화
- 2005년 《기담》 - 사에키 사토미 역
- 2006년 《러브★콤》 - 고이즈미 리사 역
- 2006년 《UDON》 - 우동집 손님 고이즈미 고타로의 연인 역
- 2007년 《맑은 날은 도서관에 가자》
- 2008년 《결혼 하자》 - 장녀 가토리 시오리 역
- 2008년 《동급생》
- 2008년 《천국은 아직 멀어》
- 2009년 《고에몬》 - 사이조의 아내 오키치 역

### 연극
- 《사장 방랑기》 (2007년 6월 25일 ~ 7월 22일, 시모키타자와 혼다 극장)
- 《가고쓰루베》 (2009년 3월 16일 ~ 3월 31일, 아오야마극장 / 4월 16일 ~ 4월 19일, NHK오사카홀)

### 버라이어티
- 《영상의 전후 60년 당신이 비춘 전후(戰後) 일본》 (2006년 3월 25일, NHK 디지털 위성 하이비전)
- 《월드 바자21》 (나레이터 : 2006년 4월~10월, 후지 TV)
- 《모리타 카즈요시 아워, 와랏테이이토모!》 (2006년 4월 7일, 후지 TV)
- 《짱구는 못말려 러브러브콤 30분 스페셜》 (성우 : 2006년 7월 14일, TV 아사히)
- 《하나마루 마켓》 (2008년 1월 24일, TBS)
- 《구탄누보》 (2008년 1월 30일, 후지 TV)
- 《쇼팡》 (2008년 2월 5일, 후지 TV)
- 《폭소 레드카펫》 (2008년 2월 17일, 후지 TV)
- 《카토팡》 (2009년 3월 12일, 후지 TV)
- 《골든 캐스트》 (2010년 10월 7일, TBS)
- 《임금님의 브런치》 (2010년 12월 4일, TBS)
- 《비밀의 겐민 SHOW》 (2011년 5월 26일, 요미우리 TV)
- 《히루난데스》 (2011년 9월 13일, NTV)
- 《춤추는 춤추는 춤추는! 산마저택!! 신부 의상으로 역습하는 여자 & 가족 스페셜!!》 (2011년 10월 11일, NTV)

### 광고
- 집영사 ‘non-no’ (2002년)
- 온워드 카시야마 ‘조곡’(2005년)
- 기린 비바레지 ‘고이와이 브랜드’ (2005년 ~ 2008년)
- P&G ‘팬틴’ (2011년)

### 사진집
- FUJISAWA EMA (2004년 3월, 집영사)